# Wu Yanhua
Wu Yanhua (chinesisch 吳艷華 / 吴艳华, Pinyin Wú Yànhuá), * Oktober 1962 in Baili, Provinz Anhui, ist ein chinesischer Raumfahrtingenieur und Verwaltungswissenschaftler. Von 2014 bis 2022 war er stellvertretender Direktor der Nationalen Raumfahrtbehörde Chinas, seit März 2023 ist er beim Labor für Tiefraumerkundung in Hefei Technischer Direktor für Großprojekte zur Tiefraumerkundung.

## Jugend und Studium
Wu Yanhua wurde im Oktober 1962 im Dorf Tuanling der damaligen Volkskommune Gonghe in einem zum Kreis Taihu gehörenden Tal des Dabie-Gebirges im Südwesten der Provinz Anhui geboren.
Ab September 1980 studierte er an der Fakultät für Luft- und Raumfahrttechnik der damaligen Universität für Wissenschaft und Technik der Landesverteidigung der chinesischen Volksbefreiungsarmee in Changsha. Er spezialisierte sich auf die Konstruktion von Flugkörpersystemen und schloss sein Studium im August 1984 mit dem Ingenieurdiplom ab.

## Chinesische Akademie für Trägerraketentechnologie
Unmittelbar nach seinem Studienabschluss trat Wu Yanhua bei der 1. Akademie des damaligen Ministeriums für Raumfahrtindustrie eine Stelle im Büro für Produktionsmanagement (生产调度处) der Planungsabteilung (计划部) an. Im April 1988 wurden das Ministerium für Raumfahrtindustrie und das Ministerium für Luftfahrtindustrie zum Ministerium für Luft- und Raumfahrtindustrie zusammengelegt, im Februar 1989 erhielt die 1. Akademie von dem neuen Ministerium die Genehmigung, zusätzlich den Namen „Chinesische Akademie für Trägerraketentechnologie“ zu führen (neben der Ausbildung von akademischem Fachpersonal wurden dort damals die zweistufige Changzheng 2C und die dreistufige Changzheng 3 hergestellt). Im Juli 1989 trat Wu Yanhua in die Kommunistische Partei Chinas ein. Er blieb in der Planungsabteilung und stieg dort im Mai 1991 zum stellvertretenden Leiter das Büros für Gesamtplanung (综合计划处) auf.
Am 22. März 1993 wurde das Ministerium aufgelöst, die Akademie für Trägerraketentechnologie wurde der neugegründeten Dachgesellschaft für Raumfahrtindustrie unterstellt. Wu Yanhua wurde Leiter des im weiteren Verlauf mehrfach umbenannten Büros für Gesamtplanung und behielt diesen Posten auch, als die Planungsabteilung im Juli 1994 mit der Finanzabteilung zur Planungs- und Finanzabteilung (综合计划财务部) zusammengelegt wurde. Im Juni 1997 stieg Wu Yanhua zum Assistenten des Abteilungsleiters auf, dann im April 1998 zum stellvertretenden Abteilungsleiter. Am 1. Juli 1999 wurde aus der Dachgesellschaft für Raumfahrtindustrie die China Aerospace Science and Technology Corporation (CASC) gebildet. Im April 2000 wurde Wu Yanhua Leiter der Abteilung für Wirtschaftsführung (综合经营部) der 1. Akademie, die nun innerhalb der CASC als Führungsgesellschaft für das Geschäftsfeld Trägerraketen fungierte.

## China Aerospace Science and Technology Corporation
Im März 2002 wechselte Wu Yanhua zum Mutterkonzern und wurde dort Leiter der Finanzabteilung, ab April 2004 war er zusätzlich noch Chefvolkswirt des Konzerns. Ab Mai 2005 war Wu Yanhua Finanzvorstand von CASC. Neben seiner Berufstätigkeit begann er ein Promotionsstudium an der Fakultät für Wirtschafts- und Verwaltungswissenschaften der Universität für Luft- und Raumfahrt Peking. Er arbeitete dort unter Betreuung des Wirtschafts- und Finanzwissenschaftlers Han Liyan (韩立岩, * 1955) auf dem Gebiet Verwaltungswissenschaft und Projektleitung. 2008 wurde seine Dissertation mit dem Titel „Interne Verwaltung, Haftung gegenüber Kunden und Frühwarnung vor finanziellen Risiken für das Unternehmen“ (内部治理、对外担保与企业财务危机预警研究) veröffentlicht, und im Januar 2009 wurde ihm der Doktortitel verliehen.
Im März 2013, nach dem Amtsantritt von Premierminister Li Keqiang, wurde Wu Yanhua im Rahmen einer größeren Umbesetzungsaktion bei den Führungskräften Zentral Verwalteter Unternehmen zum stellvertretenden Hauptgeschäftsführer der China Aerospace Science and Technology Corporation ernannt.

## Nationale Raumfahrtbehörde Chinas
Nachdem Xu Dazhe, der Vorstandsvorsitzende von CASC, am 23. Dezember 2013 zum Leiter der dem Ministerium für Industrie und Informationstechnik unterstehenden Nationalen Behörde für Wissenschaft, Technik und Industrie in der Landesverteidigung (SASTIND) und damit auch zum Direktor der Nationalen Raumfahrtbehörde Chinas (CNSA) ernannt worden war, folgte ihm Wu Yanhua im September 2014 als stellvertretender Leiter der SASTIND und stellvertretender Direktor der CNSA.
Neben der administrativen Betreuung von Nationalen wissenschaftlich-technische Großprojekten wie dem Hochauflösenden Erdbeobachtungssystem Chinas oder dem Mondprogramm der Volksrepublik China ist die Nationale Raumfahrtbehörde, die sich nur mit unbemannter Raumfahrt befasst, auch für die Zusammenarbeit mit ausländischen Raumfahrtorganisationen zuständig, primär im Kontext der BRICS-Staaten, der Asia-Pacific Space Cooperation Organization und der Neuen Seidenstraße, damals aber auch mit der ESA.
Insbesondere als Xu Dazhe 2016 Gouverneur von Hunan wurde und 2017 mit dem Kfz-Ingenieur Tang Dengjie sowie 2018 mit dem Physiker Zhang Kejian (张克俭, * 1961) fachfremde Personen zu Behördenleitern ernannt wurden, oblag das Tagesgeschäft Wu Yanhua. So organisierte er im April 2019 nach der erfolgreichen Landung der Sonde Chang’e 4 auf der Rückseite des Mondes eine Veranstaltung, bei der ausländische Organisationen eingeladen wurden, sich mit wissenschaftlichen Nutzlasten an den Missionen Chang’e 6 und Tianwen-2 zu beteiligen.
Daraufhin wurden für die Probenrückführmission Chang’e 6 zum Mond gut 20 Vorschläge eingereicht, aus denen 2022 zwei Geräte aus Frankreich und Schweden, ein Laser-Retroreflektor aus Italien und ein Cubesat aus Pakistan ausgewählt wurden.
Zu diesem Zeitpunkt hatte sich der Schwerpunkt des chinesischen Interesses bereits von den etablierten Raumfahrtnationen hin zu den Ländern des Globalen Südens verlagert. Wu Yanhua nahm im September 2022 zwar als Vertreter der CNSA an dem jährlichen Kongress der International Astronautical Federation in Paris teil, verließ die Tagung dann aber mit seinen Mitarbeitern vorzeitig, um am 14. September 2022 in Islamabad mit Generalmajor Amer Nadeem, dem Direktor der Space and Upper Atmosphere Research Commission Pakistans, ein offizielles Kooperationsabkommen über die Mitnahme des Cubesats zu unterzeichnen.
Zwei Tage später unterzeichnete Wu Yanhua in Dubai mit Salem Humaid al-Marri, dem Generaldirektor des Muhammad-bin-Raschid-Raumfahrtzentrums der Vereinigten Arabischen Emirate, eine Übereinkunft, gemäß der die Nationale Raumfahrtbehörde bei der Mission Chang’e 7 einen kleinen Rover mit zum Mond nehmen würde.
Letzteres Projekt kam dann allerdings im März 2023 in Konflikt mit den International Traffic in Arms Regulations der USA.

## Labor für Tiefraumerkundung
Am 8. Juni 2022 wurde auf Initiative von Wu Weiren, damals Technischer Direktor des Mondprogramms bei der CNSA, das von der Raumfahrtbehörde gemeinsam mit der Chinesischen Universität für Wissenschaft und Technik der Akademie der Wissenschaften betriebene und von der Anhuier Provinzregierung finanziell unterstützte Labor für Tiefraumerkundung in Hefei gegründet. Bei dieser Gelegenheit wurde Wu Yanhua neben dem Vorstandsvorsitzenden Zhang Kejian als zweiter Vertreter der CNSA zum Stellvertretenden Vorstandsvorsitzenden ernannt.
Als Wu Yanhua am 30. Dezember 2022 mit Erreichen des gesetzlichen Rentenalters von 60 Jahren aus der Nationalen Raumfahrtbehörde ausschied, wurde er zum für das Tagesgeschäft zuständigen Ersten Stellvertretenden Vorstandsvorsitzenden (理事会常务副理事长) des Labors für Tiefraumerkundung bestimmt, formale Stellvertretende Vorstandsvorsitzende waren der stellvertretende Provinzgouverneur Zhang Hongwen (张红文, * 1975) sowie Bao Xinhe (包信和, * 1959), Rektor der Chinesischen Universität für Wissenschaft und Technik.
Seit März 2023 ist Wu Yanhua außerdem Technischer Direktor für Großprojekte zur Tiefraumerkundung (深空探测重大专项总设计师).
Ein wichtiges Arbeitsfeld von Wu Yanhua beim Labor für Tiefraumerkundung ist auch, wie schon bei der CNSA, die internationale Kooperation. So vereinbarte er am 27. März 2023 mit Carlos Augusto Teixeira de Moura, dem Direktor der Agência Espacial Brasileira, eine Zusammenarbeit bei Fernerkundungsstelliten im Mondorbit – China und Brasilien arbeiten im Rahmen des China-Brazil Earth Resources Satellite Program bereits seit 1988 auf diesem Gebiet zusammen. Wu und de Moura wollten sich gemeinsam darum bemühen, die Länder Lateinamerikas zu einer Beteiligung an der Internationalen Mondforschungsstation zu bewegen.
Drei Tage später, am 30. März 2023, vereinbarte Wu dann mit Marglad Bencomo, seit September 2019 Geschäftsführerin der venezolanischen Agencia Bolivariana para Actividades Espaciales, eine Zusammenarbeit bei der Mondforschungsstation.

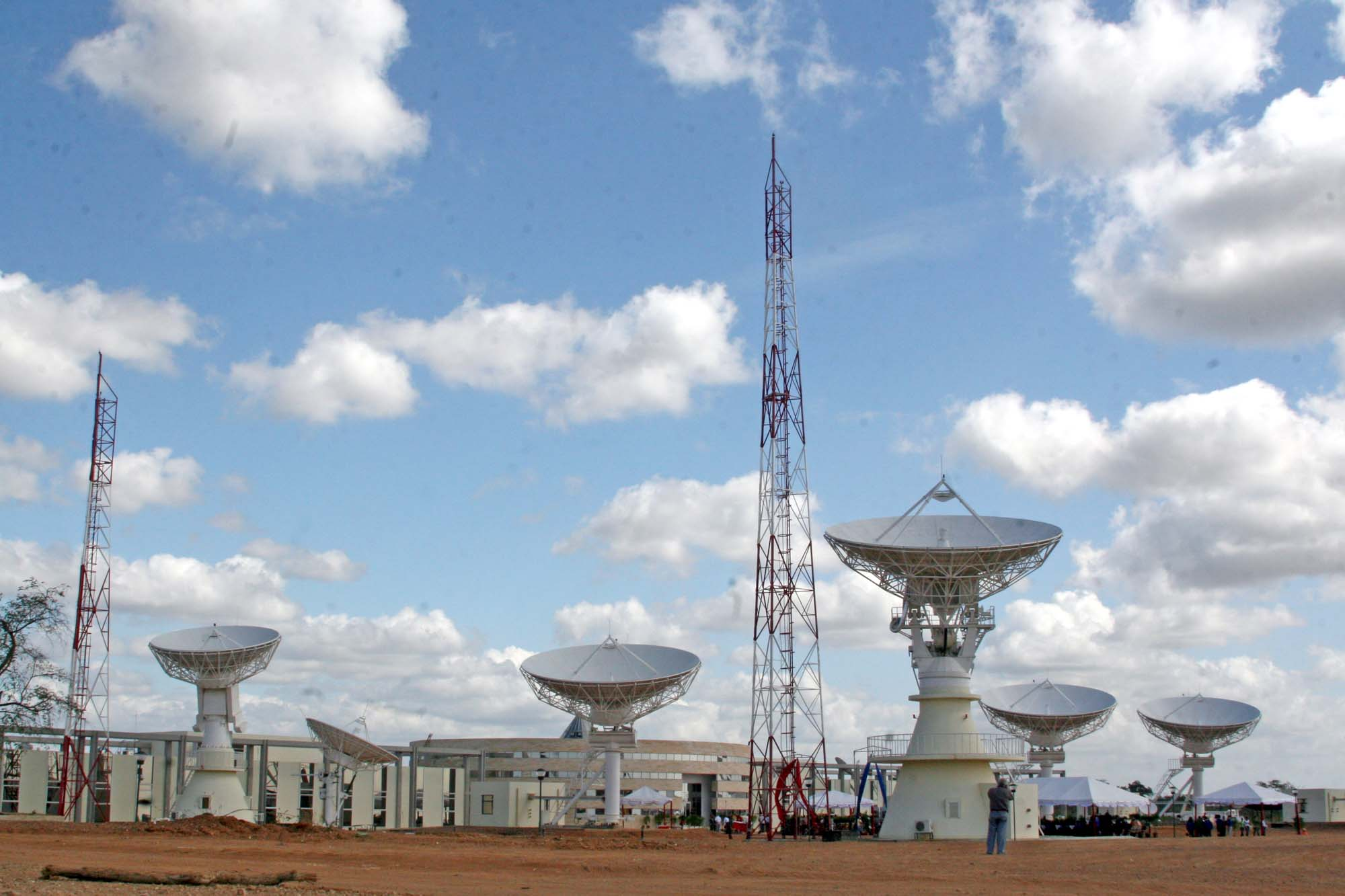
Satellitenkontrollzentrum der ABAE in El Sombrero.

Dies wurde am 17. Juli 2023 formalisiert, als Zhang Kejian und Gabriela Jiménez Ramírez, die venezolanische Ministerin für Wissenschaft und Technologie, per Videokonferenz die „Gemeinsame Erklärung der Nationalen Raumfahrtbehörde Chinas und der venezolanischen Agencia Bolivariana para Actividades Espaciales bezüglich einer Zusammenarbeit bei der Internationalen Mondforschungsstation“ (中国国家航天局与委内瑞拉玻利瓦尔航天局关于国际月球科研站合作的联合声明) unterzeichneten. Damit war Venezuela in die Planungsarbeiten, die Bestimmung der wissenschaftlichen Ziele, die Umsetzung der Projekte und Nutzung der Ergebnisse eingebunden. China und Venezuela wollen gemeinsam sowohl Nutzlasten als auch ganze Raumflugkörper und Rover entwickeln sowie die von diesen Geräten ermittelten Daten teilen und auswerten. Hierfür werden venezolanische Ingenieure von der chinesischen Seite ausgebildet.
Ein wichtiger Beitrag Venezuelas sind die Satellitenstationen in El Sombrero und Luepa, die das Land für Bahnverfolgung und Steuerung von Sonden auf dem Weg zum Mond zur Verfügung stellt.
Da diese Bodenstationen  seinerzeit vom Generalkommando Satellitenstarts, Bahnverfolgung und Steuerung (中国卫星发射测控系统部) der Volksbefreiungsarmee für den am 29. Oktober 2008 gestarteten Kommunikationssatelliten Venesat-1 konzipierte worden waren, ist die Kompatibilität sichergestellt. Bislang konnte das Satellitenkontrollzentrum Xi’an, wenn sich der Mond auf der von China abgewandten Seite der Erde befand, nur auf die – ebenfalls vom Generalkommando Satellitenstarts, Bahnverfolgung und Steuerung gebaute – Tiefraumstation Zapala in Argentinien zurückgreifen.
Die Zusammenarbeit mit Brasilien bei der Mond- und Tiefraumerkundung wurde am 14. April 2023 in dem in Peking von Carlos de Moura und Zhang Kejian in Anwesenheit der beiden Präsidenten Luiz Inácio Lula da Silva und Xi Jinping unterzeichneten „Plan für Raumfahrt-Kooperationen zwischen der Nationalen Raumfahrtbehörde Chinas und der Agência Espacial Brasileira in den Jahren 2023–2032“ (2023-2032年中国国家航天局与巴西航天局航天合作计划) formalisiert.